# 卡尔·恩里克斯
卡尔·恩里克斯（西班牙語：Carl Henriquez；1979年8月8日—）是一名阿魯巴舉重運動員，曾代表國家參加2012年倫敦奧運的105公斤以上級舉重比賽，並未獲得獎牌。